# Frank Large
Frank Large (26 tháng 1 năm 1940 - 8 tháng 8 năm 2003) là một cầu thủ bóng đá người Anh từng thi đấu cho nhiều câu lạc bộ từ năm 1958 đến năm 1974 (có 3 lần thi đấu cho Northampton Town). Khi giải nghệ, ông giúp con trai dẫn dắt Westport United và Ballina Town, và thi đấu cricket cho Co Mayo Cricket Club. Con trai của ông Paul Frank Large là đồng sáng lập Youth Reach ở Ballina, County Mayo và tác giả của Have Boots Will Travel - The Story of Frank Large (Pitch Publishing, 2014).